# Gary (Indiana)
Gary je město na severozápadě amerického státu Indiana, v metropolitní oblasti Chicaga, na pobřeží Michiganského jezera. Město bylo založeno roku 1906. Podle sčítání z roku 2010 má Gary 80 294 obyvatel. Gary je známé díky obrovským ocelárnám.

## Historie
Město bylo založeno roku 1906, protože si ho firma United States Steel Corporation vybrala jako dobré místo pro svoji ocelárnu. Gary je pojmenováno po předsedovi firmy, který se jmenoval Elbert H. Gary.
Město má nejvyšší procento Afroameričanů v amerických městech nad 100 000 obyvatel a jako jedno z prvních měst si zvolilo starostu tmavé pleti.
Narodil se zde Michael Jackson, kosmonaut Frank Borman a rapper Freddie Gibbs.
Podobně jako Detroit ho postihl úpadek, kdy v rámci bílého útěku ho opustila většina bělochů a odstěhovala se na bezpečnější předměstí. V současné době se město pomalu rozpadá a trápí ho vysoká míra kriminality.

## Demografie
V roce 1960 mělo město 178 320 obyvatel, v roce 2000 102 746 obyvatel a v roce 2010 80 294 obyvatel.

### Rasové složení
- 10,7% Bílí Američané
- 84,8% Afroameričané
- 0,3% Američtí indiáni
- 0,2% Asijští Američané
- 0,0% Pacifičtí ostrované
- 1,8% Jiná rasa
- 2,1% Dvě nebo více ras

Obyvatelé hispánského nebo latinskoamerického původu, bez ohledu na rasu, tvořili 5,1% populace.